# Casa del Delme (Fortià)
La coneguda com a casa del Delme, antiga casa de la Pabordia de Fortià de Sant Pere de Rodes, és un edifici del municipi de Fortià (Alt Empordà) inclòs en l'Inventari del Patrimoni Arquitectònic de Catalunya.

## Descripció
És un edifici construït i remodelat a la segona meitat del segle xviii pel Monestir de Sant Pere de Rodes, senyor del lloc de Fortià. La casa o botiga de la Pabordia de Fortià (també coneguda com a Pabordia de Fortià i El Far) del monestir benedictí està emplaçada al límit de l'antiga força del poble, just darrere de l'església. La casa té forma d'U i té dues alçades en tota la seva planta, menys en el magatzem, segurament utilitzat per emmagatzemar el delme i altres drets.
A la façana del magatzem hi ha una llinda que il·lustra el domini del monestir sobre el poble de Fortià. En ella hi ha la data de 1767, de ben segur la data de construcció o reforma de l'element, i els símbols del cenobi: dues rodes, la mitra de l'abat i les claus de Sant Pere. En el pati interior hi ha una llinda amb la data 1768, signe de la remodelació progressiva de la casa. Així mateix, en el mateix pati es troba una porta amb arc de mig punt de carreus de grans dimensions, actualment tapiada, anterior al segle xviii. L'interior també compta amb elements rellevants com la cuina, la llar de foc o les portes nobles emmarcades amb carreus. Cap a l'any 2000, a la part esquerra de la façana del magatzem, s'hi van encastar unes cares fetes amb ceràmica per part dels propietaris.

## Història
L'edifici era la Casa de la Pabordia de Fortià, l'administració del monestir benedictí que s'encarregava de gestionar les rendes del cenobi al municipi de Fortià, Riumors, el Far, així com algunes propietats de Vila-sacra i Castelló d'Empúries. La renda més important que recaptava era el delme fortianenc, atès que era el "decimador universal" del lloc. És per aquest motiu que l'edifici és conegut com la casa del Delme. Amb la desamortització l'edifici va ser venut a particulars i amb el pas del temps ha estat dividit en tres finques. La part principal de l'edifici és conegut actualment com a can Castanyer.